# NGC 1490
NGC 1490 is een elliptisch sterrenstelsel in het sterrenbeeld Net. Het hemelobject werd op 2 november 1834 ontdekt door de Britse astronoom John Herschel.

## Synoniemen
- PGC 14040
- ESO 83-11
- AM 0353-661